# 不从国教者
不从国教者（Nonconformist），也译不信奉国教者，指的是不信奉英格兰教会（英格兰国教）的新教徒。英格兰持不同意见者（English Dissenters）和这个词时常混用。
这个术语出现于斯图亚特王朝复辟并颁布1662年教會統一法令后。它包括加尔文宗（長老宗和公理会）、浸礼宗、普利茅斯弟兄会、循道宗和貴格會等自由教会信徒。20世纪之前，他们的公民权利和政治权利多有限制。

## 历史

### 起源
1662年教會統一法令要求教士遵循公禱書中的所有仪式和规范，还要求英格兰教会的所有牧师都需经主教任命。清教徒很厌恶这种行为，结果近2000名神职人员因拒绝遵守该法案而被逐出教会，史称“大驱逐”（Great Ejection）。
長老宗、公理会、浸礼宗、加尔文宗等“改革”教派在法案颁布后也被认定为非国教派。虽然1688年寬容法令给予了他们一定的宗教自由，但实际生活中存在各种权利的限制。

### 改革
英国议会禁止他们担任大多数公职。1732年，伦敦市的不信奉国教者组织起来，抗议政府的不公待遇，并于1828年实现目的。
对不信奉国教者强征的教堂税（Church rate）也在1868年改为自愿。《1836年婚姻法案》（Marriage Act 1836）使他们可以在自己的教堂里结婚，《1880年埋葬法修正案》（Burial Laws Amendment Act 1880）使他们可以在英格兰教会的墓地下葬。 :144–147
此外，不信奉国教者也曾受牛津大学和剑桥大学限制。牛津大学要求申请入学的学生遵守国教三十九條信綱，剑桥大学则要求学生必须遵守三十九条才能获得文凭。它们曾在1830年代反对向倫敦大學授予特许状，因为后者没有这样的限制。1854年、1856年牛津和剑桥先后取消限制。:147
20世纪，随着宗教势力的衰弱，不信奉国教者也逐渐减少。